# Fask
Fask (en àrab فاصك, Fāsk; en amazic ⴼⴰⵚⴽ) és una comuna rural de la província de Guelmim, a la regió de Guelmim-Oued Noun, al Marroc. Segons el cens de 2014 tenia una població total de 3.943 persones